# Johann Baptist Regondi

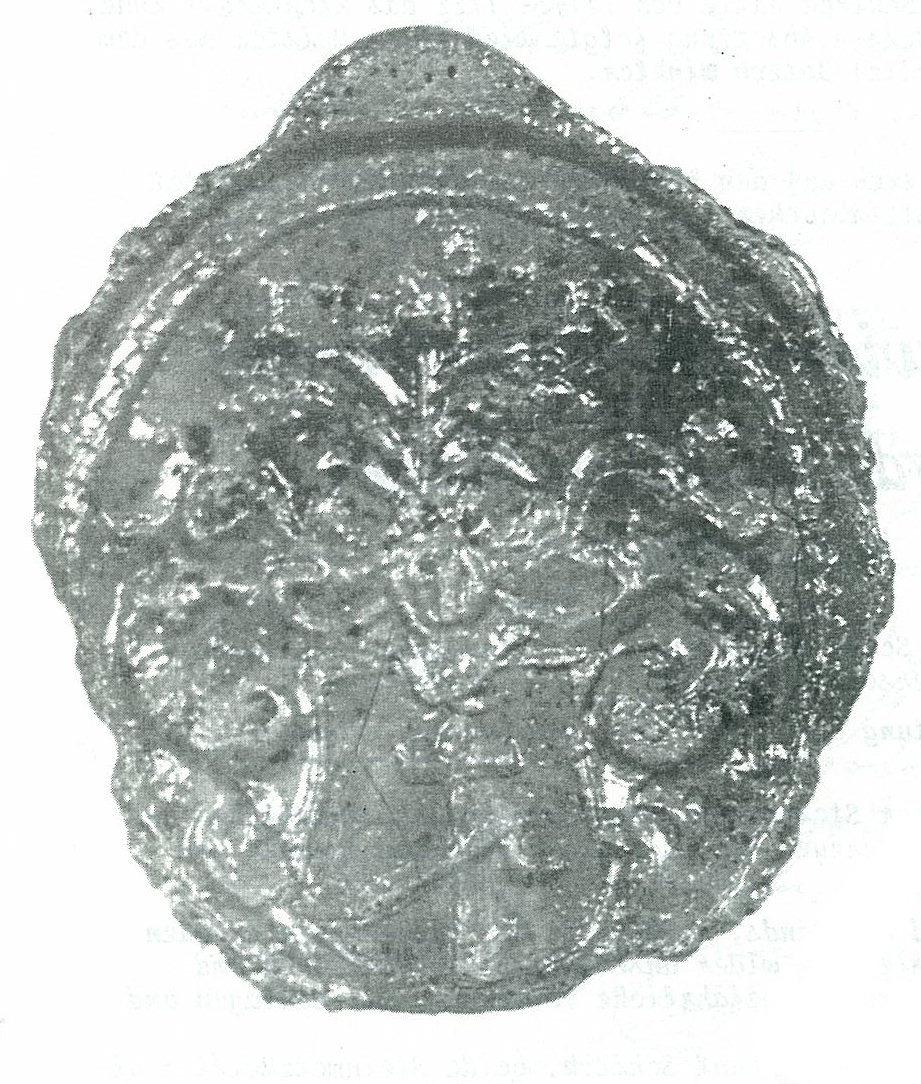
Sein Siegel mit Steinmetzzeichen

Johann Baptist Regondi (* 24. Juni 1703 in Kaisersteinbruch; † 18. März 1762 in Kaisersteinbruch, Ungarn, heute Burgenland) war Italiener, kaiserlicher Hofsteinmetzmeister und Bildhauer des Barock.
In den Archiven der Universität Wien und des Stiftes Altenburg wird die Familie Regondi als nobilitiert bezeichnet.

## Leben
Er war der letzte Regondi in Kaisersteinbruch. Seine Eltern waren Meister Sebastian Regondi und Anna Christina Madlin. Einen Bruder gleichen Namens gab es bereits anno 1700. Der Text der verschollenen Grabplatte erzählt von diesem nur ein Jahr währenden Leben … MICH HAT GOTT GENOMMEN VON DIESER WELT IM JAHR SO MAN 1700 ZEHLT. DURCH EINEN PISTOLENSCHUSS EBEN HAB ICH VERLASSEN DAS ZEITLICHE LEBEN FRUEHE UM DIE NEUNTE STUNDT ES WAR …

### Der letzte Italiener in Kaisersteinbruch
Das kaiserliche Hofbauamt in Wien vergab im Oktober 1715 große Steinmetz-Aufträge zum Bau der Karlskirche an die Kaisersteinbrucher Bruderschaft, an die Meister Johann Georg Haresleben und Elias Hügel. Hügel dingte Johann Baptist Regondi als Lehrjunge auf. Anfangs war sein Lehrmeister nur Partner, aber nach Hareslebens Tod im Juli 1716 organisierte er die Arbeit im kaiserlichen Steinbruch. Die Freisprechung erfolgte am 14. September 1721. Sein Steinmetzzeichen ist bis auf ein Bogenstück ident mit dem seines Meisters. In diesen Jahren starb der Vater, die Mutter hatte sich mit dem älteren Meister Joseph Winkler wieder verheiratet. Er lernte bei Karlskirche, dem Gartenpalast des Prinzen Eugen am Rennweg, dem Hochaltar der Kaisersteinbrucher Kirche und er meißelte das Epitaph des Vaters mit einer kunstreichen Kartusche, inmitten das Meisterzeichen.
Beim Crida-Verfahren seines Mitmeisters Johann Baptist Kral im März 1730, bei dem das gesamte Hab und Gut versteigert wurde, tat er sich hervor und bot unter gewissen Bedingungen 2.500 Gulden, aber ohne diese Konditionen nicht mehr als 1.000. Letztlich entschied der amtierende Richter und Hofsteinmetzmeister Elias Hügel die Sache für sich.

## Probleme zwischen italienischen und deutschen Steinmetzen
Im August 1738 entbrannte ein heftiger Konflikt mit nachfolgendem Gerichtsverfahren zwischen den welschen und teutschen Steinmetzen. (Die im Steinbruch sesshaften Italiener waren meist in dritter Generation hier anwesend.) Hier soll lediglich der auslösende Funke dargelegt werden, Meister Regondi bestätigte … Hiermit attestiere ich um der lieben Wahrheit willen, wie daß der Maister Max Trumler sich nächtlicherweise auf offener Gassen ausgeschrien, daß die teutschen Stainmözen mit Respect Huntzfider, Spitzbuben und Scheyskerl wehren – wird hiermit attestiert

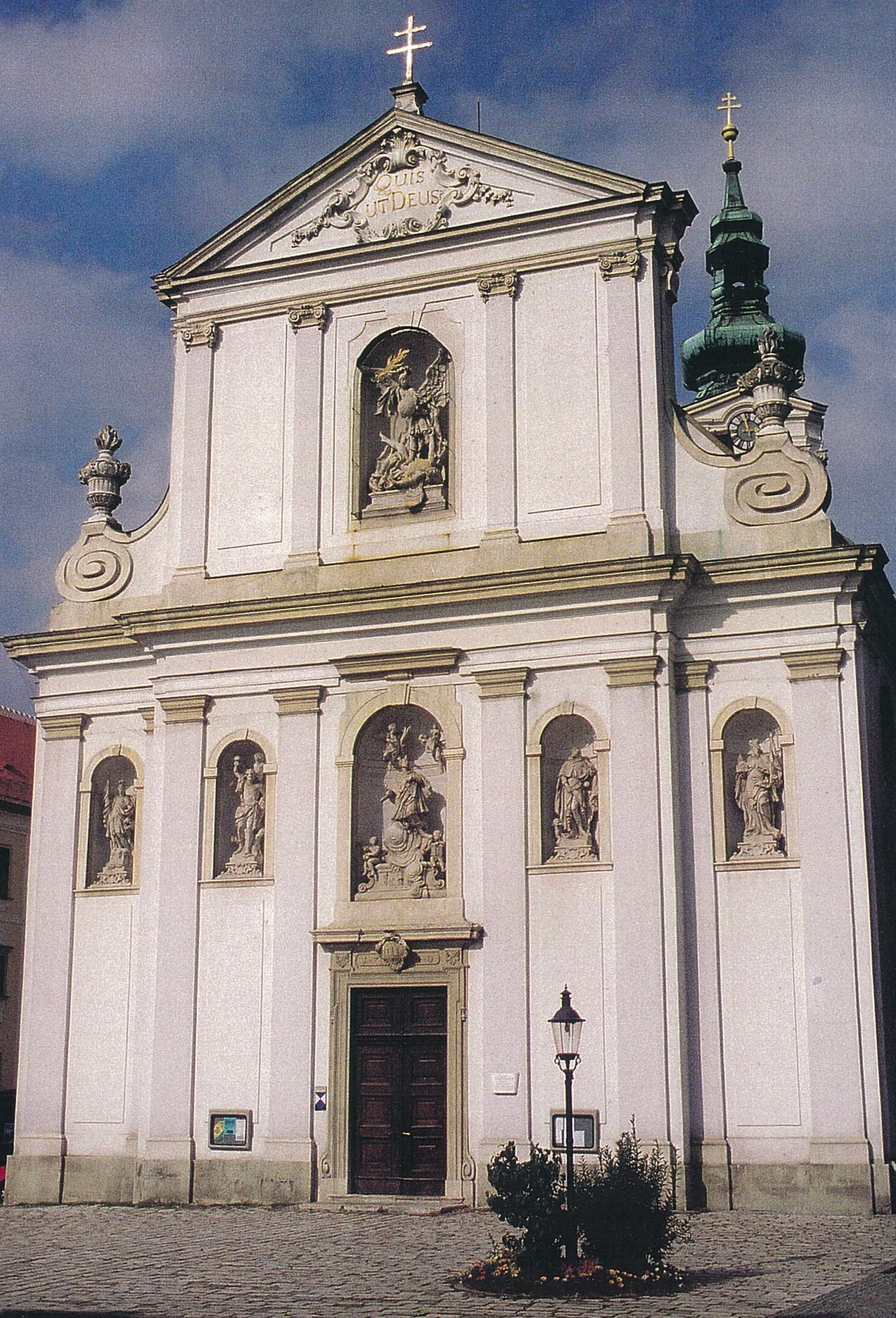
Hauptwand der Brucker Pfarrkirche
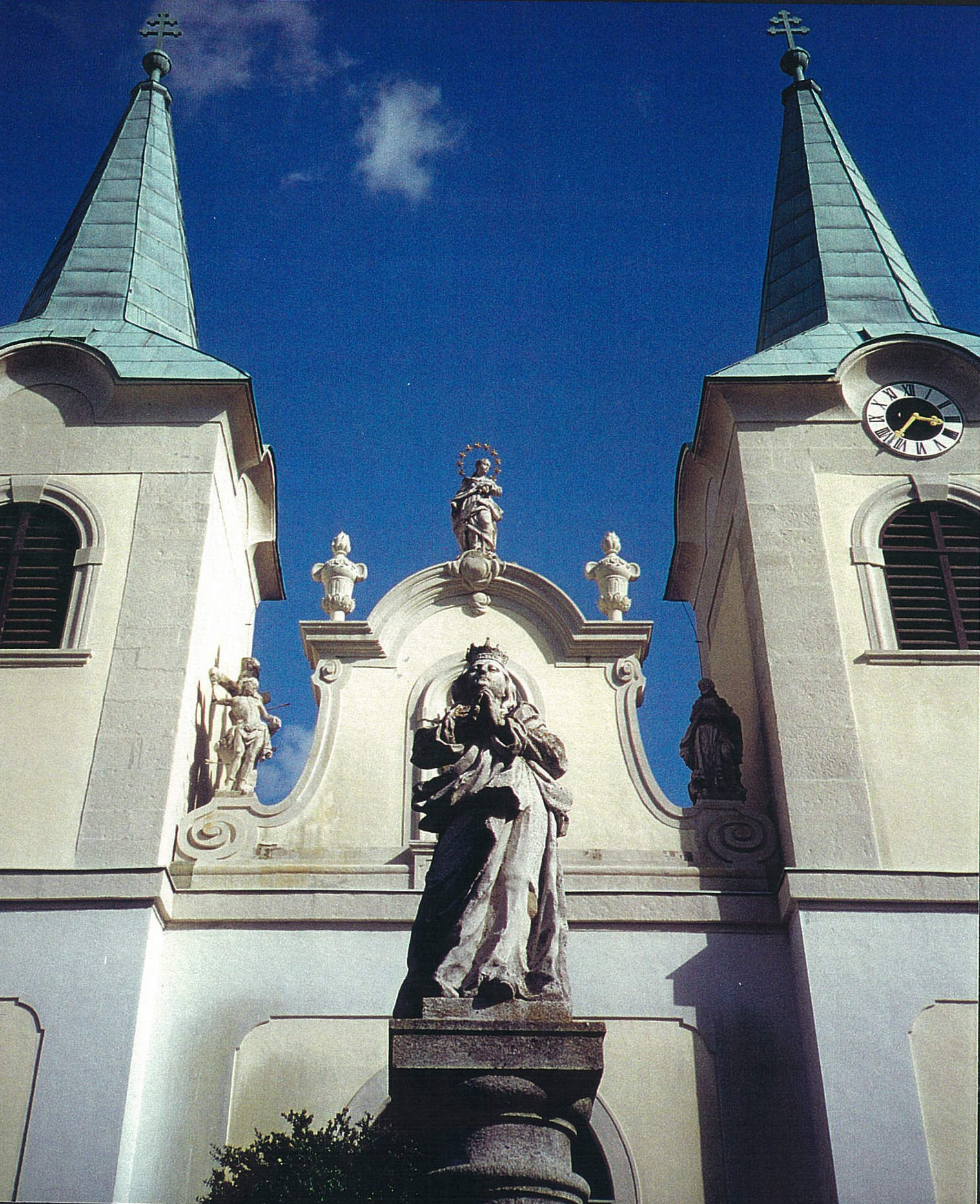
Barockisierung der Kaisersteinbrucher Kirche 1745
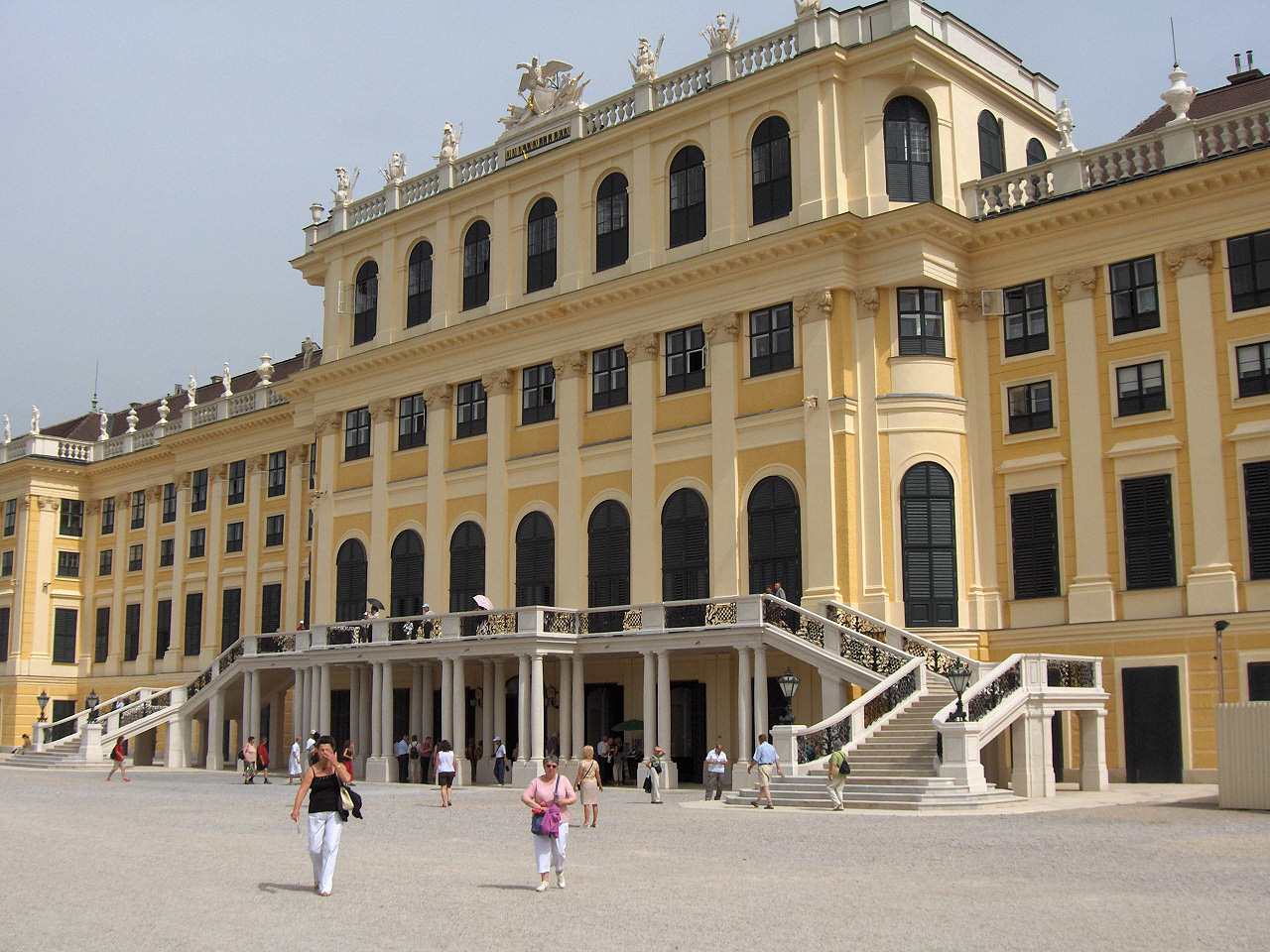
Schloss Schönbrunn
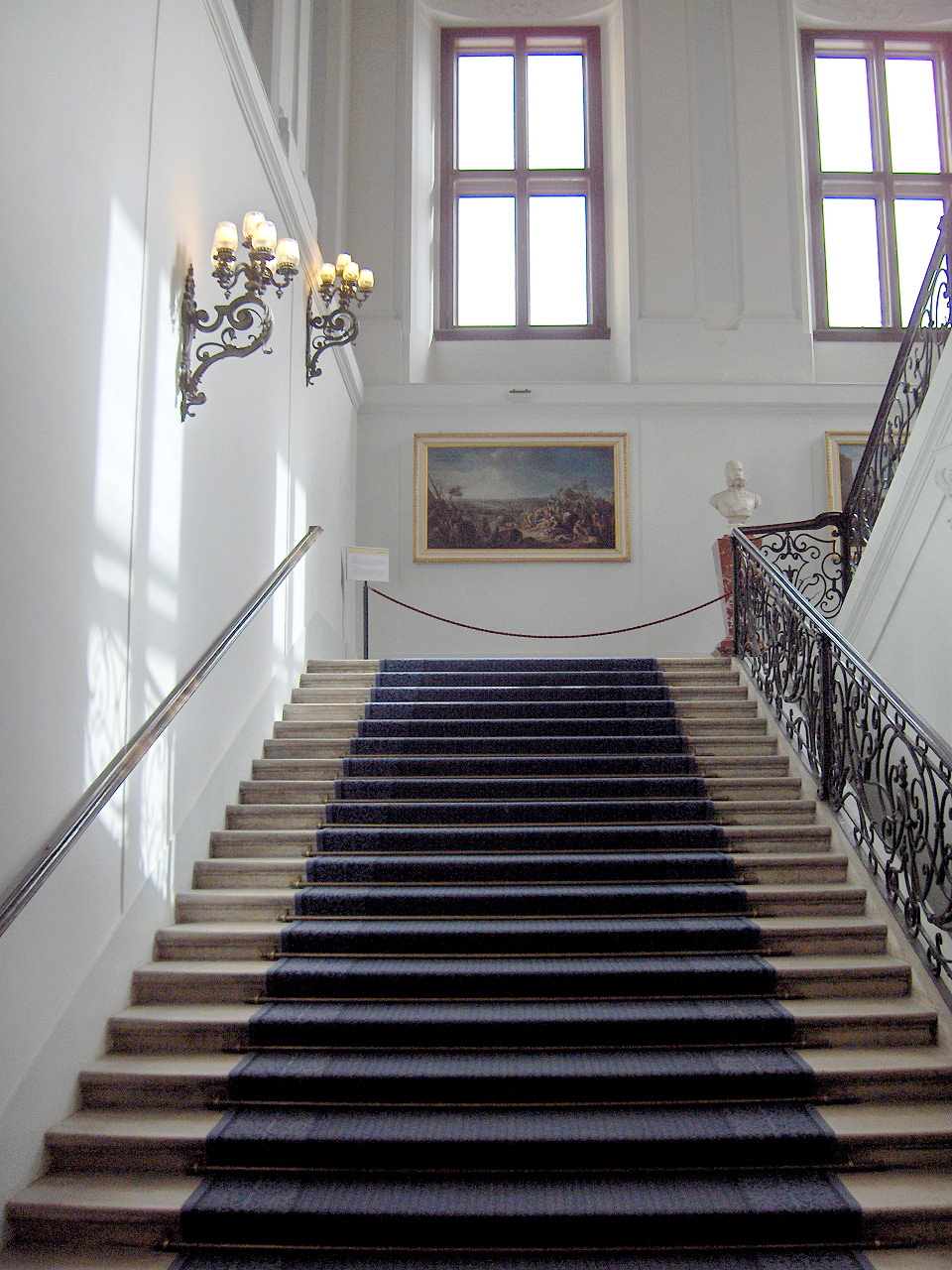
Blaue Stiege
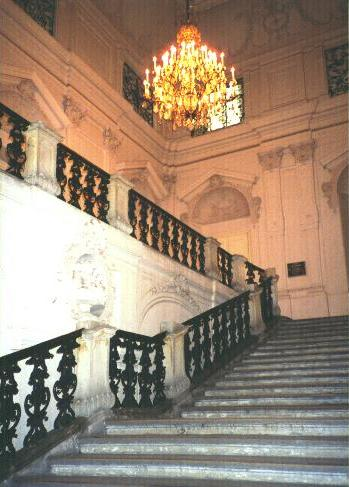
Palais Rottal, Treppenhaus
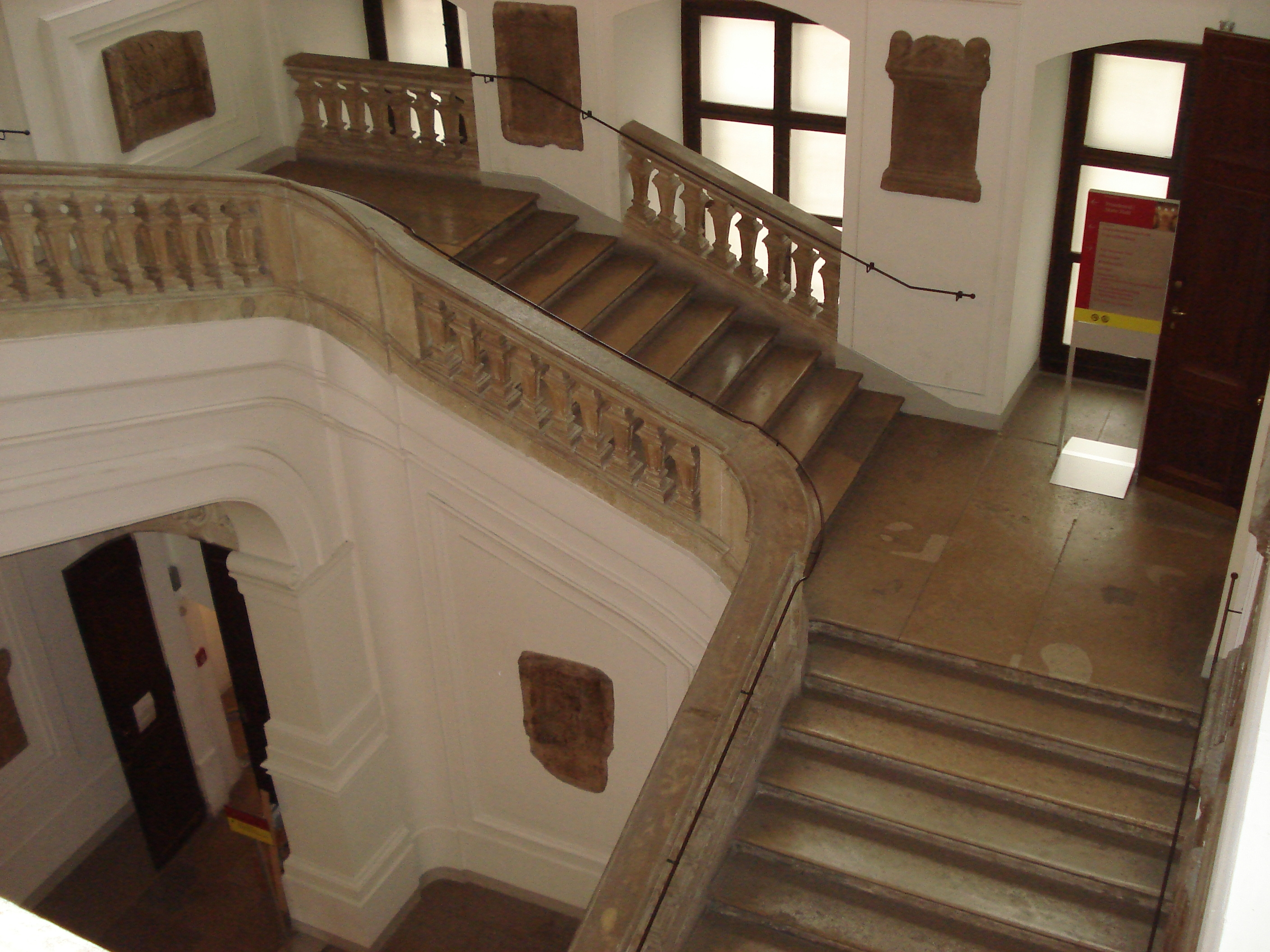
Feststiege der Hof-Bibliothek
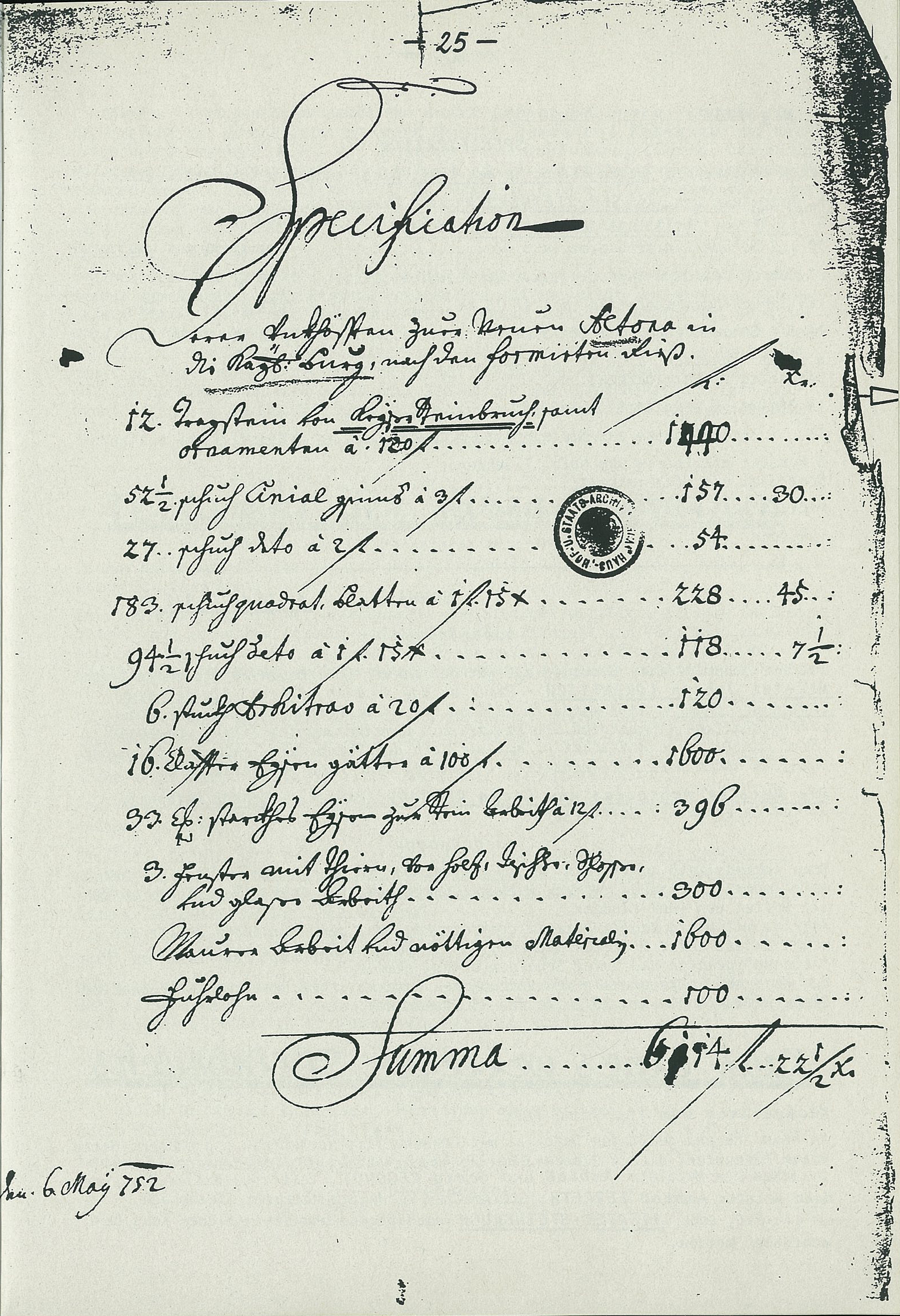
Hofbauamt: Steinmetzauftrag 1752

## Salva Guardia-Privilegium für Kaisersteinbruch
→ Salva Guardia-Privilegium für Kaisersteinbruch#Königin Maria Theresia
4. Mai 1743: Das von ihrem Vater Kaiser Karl VI. gewährte Privilegium der Befreiung von militärischer Einquartierung wird den Meistern Elias Hügel, Joseph Winkler, Johann Baptist Regondi, Maximilian Trumler, Johann Paul Schilck und Franz Trumler erneuert und bestätigt.
Meister Regondi erwarb am 25. November 1753 Haus mit Garten für seine Wirtschafterin Anna Maria Kollonitschin. Sie heiratete selbigen Tages den Steinmetzgesellen Adam Rummel.

## Einsiedelei in Kaisersteinbruch
Eine der burgenländischen Einsiedeleien befand sich in Kaisersteinbruch. Prälat Josef Rittsteuer schreibt,  … wir finden hier um das Jahr 1747 bereits wieder ein Eremitorium. Ein gewisser REGONDI (Johann Baptist Regondi) habe diese Einsiedelei in Steinbruch erbauen lassen. Pater Hermann Watzl, Archivar des Stiftes Heiligenkreuz fand heraus, dass sich bei dem so genannten Öden Kloster ein Eremitorium nachweisen lässt. Es muss sich dort auch eine Kapelle zu Ehren des Hl. Johannes des Täufers befunden haben. Der erste Bewohner war Bruder Link Conrad.

## Richteramt
Als Nachfolger von Herrn Richter Joseph Winkler wurde Regondi 1747 gewählt. Nach 3 Jahren, Ende 1750, führte noch einmal der kunstreiche Herr Elias Hügel die Amtsgeschäfte.

## Die Meister des Kaisersteinbrucher Steinmetzhandwerkes
Regondi amtierte als Richter von 1747 bis 1749, seine Mitmeister dieser Jahre im Handwerk der Steinmetzen und Maurer in Kaisersteinbruch waren Elias Hügel, Maximilian Trumler, Johann Gehmacher.
Nach Ableben von Meister Elias Hügel am 22. August 1755 und Abhaltung der Inventur, seynd alle jene Elias Hügelschen Häuser, Grundstück und Effecten dem Herr Johann Baptist Regondi gegen Erlegung 4.400 Gulden zugesprochen worden.

## Tod 1762
Am 18. März 1762 wurde Johann Baptist Regondi in der Kirche bestattet. Er blieb unverheiratet. Die Familie Regondi hatte mehr als 120 Jahre in verantwortungsvollen Positionen den Kaisersteinbruch mitgestaltet.

## Werke
- 1738–1742: Pfarrkirche Bruck an der Leitha, Hauptwand der Pfarrkirche, mit Baumeister Johann Georg Wimpassinger, Bildhauer Martin Vögerl, Steinmetzkollegen Johann Georg Högl, Ambrosius Hartmader.
- 1742–1745: Basilika Maria Dreieichen, Steinmetzarbeiten für die Meister Johann Baptist Regondi und Andreas Kowalt. Der Hochaltar fast ident mit dem Kreuzaltar von Elias Hügel in der Seitenkapelle der Kaisersteinbrucher Kirche.
- 1745: Barockisierung und Erweiterung der Kaisersteinbrucher Kirche, Errichtung einer Einsiedelei im Steinbruch
- 1747: Pfarrkirche Purbach am Neusiedler See, Steinplatten und Steinmetzarbeit.
- 1748–1752: Schloss Schönbrunn Umbau durch Kaiserin und Königin Maria Theresia, Steinmetzarbeiten Meister Johann Baptist Regondi, Blaue Stiege als repräsentativen Aufgang usw.
- 1752: Wiener Hofburg, Leopoldinischer Trakt, Zubau eines Balkons, mit Elias Hügel. 12 Tragsteine von Kayßer-Steinbruch mit Ornamenten für Altane.
- 1752–: Palais Rottal, Prunktreppe, mit Elias Hügel.
- 1759–1762: Hofburg, Steinmetzarbeit Joh. Baptist Regondi, Feststiege zum Prunksaal der Hof-Bibliothek

## Archivalien
- Haus-, Hof- und Staatsarchiv, Geheime Kammerzahlamtsbücher 1753 unter Führung von Hofkammerrat und geheimer Zahlamtsmeister Edler von Karl Joseph Dier. Johann Baptist Regondi, Steinmetzmeister in Kaisersteinbruch … 1.280 Gulden.
- Mosonmagyaróvár Komitatsarchiv, Königlicher Beschluß Maria Theresia, 36/1484
- Universität Wien Archiv, Immatriculationen
- Stift Heiligenkreuz Archiv, Kirchenbücher, Register, Steinmetz
- Jahresabrechnung der St. Nicolai-Zeche in Purbach, Burgenland 1747